# 甲酸铀(III)
甲酸铀(III)是一种化合物，化学式为U(HCOO)3，它可由四氯化铀在甲酸中由锌汞齐还原制得。它在空气中加热至800 °C生成八氧化三铀。
它的磁矩为3.70 μB（140~300 K），反铁磁性转变温度为12 K。